# North American XB-70 Valkyrie
North American XB-70 Valkyrie là một mẫu máy bay ném bom chiến lược thử nghiệm với tốc độ siêu thanh, sử dụng bởi Không quân Hoa Kỳ. Phát triển vào cuối năm 1950, chiếc Valkyrie có tới 6 động cơ phản lực cỡ lớn, đạt được tốc độ lớn nhất Mach 3 ở cao độ 70 000 ft (21 000 m). Mặc dù có tốc độ lớn nhưng XB-70 không được thừa nhận là mẫu máy bay tiêm kích đánh chặn. Valkyrie là oanh tạc cơ nhanh nhất vào thời của nó.
Ý tưởng thiết kế của XB-70 là sử dụng tốc độ cao để đột phá hàng rào pháo phòng không của Liên Xô. Tuy nhiên, sự ra đời của các hệ thống tên lửa đất đối không đầu tiên của Liên Xô vào cuối những năm 1950 đã khiến ý tưởng thiết kế của XB-70 bị nghi ngờ. Để tránh tên lửa, Lực lượng Không quân Hoa Kỳ (USAF) chủ trương thực hiện các vụ không kích ở tầm thấp, nơi đường ngắm của radar tên lửa bị giới hạn bởi địa hình. Trong vai trò thâm nhập tầm thấp này, XB-70 tỏ ra không hiệu quả so với máy bay B-52: giá thành của nó quá đắt, cao hơn tới mấy chục lần so với B-52, trong khi tầm bay lại ngắn hơn, mang được ít vũ khí hơn. Do chi phí máy bay quá đắt, vượt quá khả năng ngân sách và các khó khăn về kỹ thuật (khung thân máy bay thường biến dạng khi cố đạt tới vận tốc cao), Không quân Mỹ cuối cùng đã hủy bỏ chương trình XB-70 vào năm 1961. 
Việc phát triển sau đó được chuyển sang chương trình nghiên cứu nhằm nghiên cứu ảnh hưởng của chuyến bay tốc độ cao trong thời gian dài. Chỉ có hai máy bay nguyên mẫu, được chỉ định là XB-70A, đã được chế tạo; những chiếc máy bay này được sử dụng cho các chuyến bay thử nghiệm siêu thanh trong giai đoạn 1964–69. Năm 1966, một nguyên mẫu (chiếc AV-2) bị rơi sau khi va chạm với một máy bay nhỏ hơn khi đang bay theo đội hình gần khiến 2 phi công chết và 1 bị thương nặng. Chiếc máy bay ném bom XB-70 Valkyrie còn lại (chiếc AV-1) thực hiện chuyến bay cuối cùng đến Căn cứ Không quân Wright-Patterson để trưng bày trong bảo tàng (nay là Bảo tàng Quốc gia của Không quân Hoa Kỳ gần Dayton, Ohio).
Chỉ có 2 chiếc XB-70 được sản xuất, và giá thành của mỗi chiếc đạt tới mức "kinh khủng", lên tới khoảng 750 triệu USD, tương đương 5,2 tỷ USD theo thời giá năm 2018. Tổng chi phí cho chương trình là 1,5 tỷ USD. Tất cả 2 chiếc giao cho Không quân Hoa Kỳ, và không chỉ Không quân Hoa Kỳ mà ngay cả Cơ quan hàng không vũ trụ Mỹ NASA cũng sử dụng nó cho việc thử nghiệm. Hiện nay XB-70 đã nghỉ hưu.
Phía Liên Xô cũng có 1 chương trình tương tự là máy bay Sukhoi T-4, một máy bay ném bom đạt vận tốc Mach 3.

## Biến thể
XB-70A
Mẫu thử nghiệm của B-70. Có hai chiếc được chế tạo.
- AV-1, NAA Số Model NA-278, USAF S/N 62-0001, completed 83 flights spanning 160 hours and 16 minutes.
- AV-2, NAA Model Number NA-278, USAF S/N 62-0207, flew 46 times over 92 hours and 22 minutes, before it crashed in June 1966.

XB-70B
AV-3, NAA Model Number NA-274, USAF S/N 62-0208, was originally to be the first YB-70A in March 1961. This advanced prototype was canceled during early manufacture.
YB-70
Phiên bản được lên kế hoạch sản xuất với những cải tiến dựa trên các mẫu XB-70.
B-70A
Phiên bản máy bay ném bom được lên kế hoạch sản xuất của Valkyrie. A fleet of up to 65 operational bombers was planned.
RS-70
Phiên bản Proposed reconnaissance-strike with a crew of four and in-flight refueling capability.

## Tính năng kỹ chiến thuật (XB-70A)
Dữ liệu lấy từ Pace, USAF XB-70 Fact sheet B-70 Aircraft Study
Đặc điểm tổng quát
- Kíp lái: 2
- Chiều dài: 189 ft 0 in (57,6 m)
- Sải cánh: 105 ft 0 in (32 m)
- Chiều cao: 30 ft 0 in (9,1 m)
- Diện tích cánh: 6.297 ft² (585 m²)
- Trọng lượng rỗng: 253.600 lb (115.030 kg;)
- Trọng lượng có tải: 534.700 lb (242.500 kg)
- Trọng lượng cất cánh tối đa: 542.000 lb (246.000 kg)
- Động cơ: 6 × General Electric YJ93-GE-3 kiểu turbojet có chế độ đốt tăng lực
  - Lực đẩy thô: 19.900 lbf[14] (84 kN) mỗi chiếc
  - Lực đẩy khi đốt tăng lực: 28.800 lbf[15] (128 kN) mỗi chiếc
- Nhiên liệu chứa trong: 300.000 lb (136.100 kg) hoặc 46.745 US gallon (177.000 L)

 Hiệu suất bay 
- Vận tốc cực đại: Mach 3,1 (2.056 mph, 3.309 km/h)
- Vận tốc hành trình: Mach 3,0 (2.000 mph, 3.200 km/h)
- Tầm bay: 3.725 nmi (4.288 mi, 6.900 km) trong nhiệm vụ chiến đấu
- Trần bay: 77.350 ft (23.600 m)
- Tải trên cánh: 84,93 lb/ft² (414,7 kg/m²)
- Hệ số trượt: khoảng 6 ở vận tốc Mach 2[16]
- Lực đẩy/trọng lượng: 0,314